# Histoire de l'aïkido
L'aïkido est un budo (art martial japonais) créé dans les années 1930 par Morihei Ueshiba.
Comme la plupart des budo modernes (judo, karaté, shorinji kempo, kendo…), il est l'héritier des arts martiaux développés durant les périodes de guerre, qui furent modifiés par les périodes de paix (ère Tokugawa) et la disparition de la classe des samouraïs (restauration de Meiji). 

## Les débuts de l'aïkido au Japon
Après avoir étudié depuis sa jeunesse de nombreux arts martiaux et avoir fait plusieurs rencontres marquantes, Morihei Ueshiba, fréquemment surnommé O sensei (littéralement « vénérable professeur ») par les pratiquants en raison de la maîtrise qu'il avait des arts martiaux, orienta sa pratique vers un art fait ni pour combattre, ni pour vaincre [mais pour] supprimer la notion d’ennemi.
À l'age de 17 ans, il pratique le jujitsu (Shinyo ryu) un an lors d'un passage à Tokyo. Il s'engage en 1903. Il s'entraîne ensuite aux arts martiaux lors de son service militaire à l'école Yagyu (probablement Shingan ryu), qu'il continua plus tard à fréquenter à Sakai depuis Tanabé. Parti en tant que colon à Hokkaïdo, il y suit l'enseignement de Sokaku Takeda ( daitō ryū jūjutsu). Il revient à Tanabé à la mort de son père pour ensuite s'installer à Ayabé pour rejoindre Onisaburo Deguchi au sein de la secte Otomo : il fonde alors sa première école où il enseigne le daitō ryū jūjutsu.
Le premier dojo fondé par Maître Ueshiba en 1927 (1931 selon Saito sensei et S.A. Pranin) est le kobukan, gâce à une collecte de fonds organisée par l'amiral Isamu Takeshita et d'autres. Il se nomme maintenant l'aïkikai hombu dōjō, et se trouve toujours à Tōkyō dans le quartier de Shinjuku.  Il y enseignait la majeure partie du curriculum du daitō ryū jūjutsu tel que lui avait transmis Sōkaku Takeda et des techniques de kenjutsu et de jōjutsu adaptées à son art qui se voulait plus "pacifique". Il nomma successivement son style daïto ryu aïki jutsu (en 1922, mais Takeda le lui interdit), ueshiba ryu jujutsu (jusqu'en 1924), ueshiba ryu (à partir de 1925-26), aïki budo (à partir de 1927), puis aussi kobu budo et aïkinomichi.
Durant les années 1930, la popularité et la réputation de Morihei Ueshiba ne cessa de grandir, ce qui amena plusieurs haut gradés d'autres écoles de budō à joindre l'organisation de Morihei Ueshiba (en particulier des élèves de Jigoro Kano). Ueshiba fut aussi chargé par le gouvernement de la formation martiale d'officiers japonais. Très proche de la secte non-violente et utopiste Ōmoto-kyō de Deguchi Onisaburo, il s'en éloigna après son interdiction en 1935.
L'aïkido que pratiquait à cette époque le fondateur était encore très proche du daito ryu (mais certains auteurs parlent aussi d'une influence chinoise). Jusque dans le milieu des années 1930, les rouleaux qu'il décerne portent encore le nom de cette école. Stanley A. Pranin dit (sous l'autorité de Saito sensei) que le daito ryu constituait l'essentiel de son enseignement sous une forme modifiée. Il s'agissait là d'un aïkido plus ferme, voire plus violent que celui qu'il développa par la suite. Nombre de ses élèves de l'époque perpétuèrent ce style aujourd'hui connu sous le nom d'Aïkibudo. Notons aussi au passage le style Yoshinkan initié par Gozo Shioda qui étudia également sous la direction du fondateur à cette époque. Ce style est celui utilisé par la police japonaise. À ce propos on remarque qu'Ueshiba ne sembla pas s'inquiéter que ses élèves fondent d'autres écoles d'art martial. 
En 1940, O sensei eut une seconde vision (voir l'article sur Morihei Ueshiba ou une de ses biographies pour la première et la troisième) : oubliant toutes les techniques qu'il avait apprises jusque-là, il put les voir sous un autre angle, non plus comme de simples moyens pour projeter ou immobiliser un adversaire mais comme un véhicule pour l'épanouissement de la vie, de la connaissance, de la vertu et du bon sens. C'est à ce moment que l'aïkido fluide et sans obstructions des dernières années de O sensei est né : le Takemusu Aïkido.
En 1942, Morihei Ueshiba décida dorénavant d'utiliser le terme aïkidō pour son art. Il fonda la même année un dōjō à Iwama et un temple dédié à l'aïkido (reconstruit au début des années 1960).

## L'aïkido d'après-guerre
La fin de la Seconde Guerre mondiale vit un hiatus dans l'enseignement de tous les arts martiaux japonais et l'aïkido fut le premier, en 1952, à pouvoir rouvrir les portes de ses dojo.
Ayant toujours vu son art comme un cadeau à l'humanité, Morihei Ueshiba fit tout ce qui était en son pouvoir, lui qui ne connaissait que le japonais, pour promouvoir l'aïkido au niveau international en envoyant des émissaires dans plusieurs pays européens ainsi qu'en Amérique et en acceptant toujours les étrangers qui voulaient pratiquer au Japon (et qui avaient la détermination requise).
C'est aussi dans cette période d'après-guerre qu'O sensei commença à donner des démonstrations publiques de son art, ce qui contribua à en augmenter la visibilité auprès du public japonais.

## L'aïkido contemporain
La forme la plus répandue doit beaucoup au fils du créateur de l'aïkido Kisshōmaru Ueshiba, le premier dōshu (référent mondial pour la pratique, littéralement « maître de la voie » ou « guide du groupe de ceux qui suivent la voie [de l'aïkido] ») et à Koichi Tohei. En effet, l'aïkido était essentiellement enseigné sous la forme d'une expérience, par la pratique. Cette manière d'enseigner, typique des écoles traditionnelles (ryū), était peu adaptée à la mentalité moderne et à la volonté de diffusion internationale. Kisshōmaru fit donc un grand travail de « verbalisation », en mettant en place une nomenclature des techniques et en mettant en avant la transmission verbale en plus de la démonstration par l'exemple. Ce souci de pédagogie l'amena également à revoir l'exécution de certaines techniques, les rendant plus accessibles et adaptées aux aspirations modernes.
Le fondateur avait à cœur de répandre et d'enseigner l'aïkido qui pour lui avait une mission de Paix.Se retirant dès la fin de la guerre dans le petit village d'Iwama tout en continuant de visiter les dojos de ses anciens élèves, ce n'est qu'au début des années 1960 qu'O'Sensei retourne vivre au Hombu Dojo. Là, il enseigne et dirige de manière (quasi) quotidienne le cours du matin de 7h. De plus l'évolution permanente de l’Aïkido de O'Sensei, les niveaux d'éducation et culturels éparses de ses élèves expliquent la grande variété d'écoles d’Aïkido aujourd'hui.
Enfin, on peut facilement avancer que chaque pratiquant, par sa technique, sa constitution physique et son attitude, pratique un aïkido différent et que toutes ces formes se retrouvent dans le principe, dans la « voie » de l'aïki, l'aïkido. Ueshiba disait Il n’y a ni forme, ni style en Aïkido. Son mouvement est celui de la nature, dont le secret est profond et infini.
Voir O Sensei est-il vraiment le père de l'aikido moderne ? de Stanley Pranin (1996)

## L'arrivée de l'aïkido en Europe
L’aïkido arriva une première fois en Europe et plus particulièrement en France au tout début des années 1950 avec Minoru Mochizuki. Mais ce fut avec Tadashi Abe, 6e dan, arrivé en France en 1954 que l’aïkido commença véritablement à se développer en Europe. Masamichi Noro, nommé « Délégué officiel pour l’Europe et l’Afrique » par Maître Morihei UESHIBA lui-même, arrive en France en 1961.

### Les débuts de l'aïkido en France
L’introduction de l’aïkido en France se fit tout d’abord avec Minoru Mochizuki en 1951. Mais celui-ci resta peu de temps en Europe et en 1952, Morihei Ueshiba décida d’envoyer Tadashi Abe, alors âgé seulement de 26 ans. À son arrivée il fut aidé par Mikinosuke Kawaishi qui venait d’introduire le judo en France et par André Nocquet, élève de Mochizuki. En 1960, considérant sa mission accomplie, Tadashi Abe décida de retourner au Japon. À cette période, entre 1955 et 1957, André Nocquet est élève (Uchi-deshi) à l'aikïkai de Tokyo. D’autres grands maîtres japonais participèrent par la suite au développement de l’aïkido en France : dans un premier temps Hiroo Mochizuki, Masamichi Noro et Mitsuro Nakazono, puis Nobuyoshi Tamura qui s’occupera de l’aïkido en France jusqu'à son décès en 2010.

### Les débuts de l'aïkido en Belgique
Après un bref passage de Minoru Mochizuki en 1951, le premier cours d'aïkido en Belgique fut donné à Bruxelles par Tadashi Abe, sollicité par les professeurs Julien Naessens et Jean Stas, le 28 novembre 1953 et le premier examen de ceinture noire eut lieu le 10 juillet 1955. Les trois premiers qui réussirent cet examen furent Jean Stas, Georges Schiffelers et Jean Lindebrings. Après le retour au Japon de Tadashi Abe l’aïkido belge sera supervisé par Masamichi Noro et ensuite par N.Tamura et Aritomo Murashige, 9e dan, jusqu’à sa mort accidentelle en 1963.

### Les débuts de l'aïkido en Suisse
Au début des années 1960, alors que l'aïkido était encore peu connu en Europe, il y eut des démonstrations isolées en Suisse, et de nombreuses tendances et interprétations. Quelques personnes l'ont enseigné sous des noms divers. Il y eut même quelques compétitions. Aucun club n'existait comme tel dans ces années précoces. Les intéressés se regroupaient peu à peu dans des clubs de judo existants, puisqu'un dojo est évidemment nécessaire à la pratique. 
Les aïkidoka, en faible minorité, pratiquèrent quelque temps dans le cadre du puissant Judoverbandes suisse.  
Les premiers contacts avec des maîtres japonais remontent à cette époque. En suisse alémanique, c'est maître Nakazono qui répondit à l'invitation de Willy Frischknecht et vint conduire des stages au Judo-Club de Herisau (en Appenzel). En 1965, c'est maître Tamura qui vint en Suisse romande conduire quelques stages, à l'initiative de Monsieur Fredy Jacot. 
L'ACSA, fédération propre, est née le 21 septembre 1969.

## L'arrivée de l'aïkido en Afrique

### Les débuts de l'aïkido en Tunisie
Le premier club d'Aïkido "le Club Kano", (situé à quelques minutes de l'aéroport de Tunis-Carthage), a été créé en 1970 par sensei Ahmed TOUATI BAKHTI. Mr TOUATI est élève direct de Maître Masamichi NORO*  (8e dan). Il a le grade de 5e dan.